# Bisindolylmaleimide

Strukturformel von GF 109203X

Bisindolylmaleimide sind eine Stoffgruppe organischer chemischer Verbindungen. Es handelt sich dabei um indolsubstituierte Maleinsäureimide. Diese kann man auch als Pyrrol-2,5-dione auffassen. Es sind potente Inhibitoren der Proteinkinase C (PKC). Das bei zahlreichen zellbiochemischen Untersuchungen an Krebszellen verwendete Bisindolylmaleimid 1, ist 3-[1-(3-Dimethylaminopropyl)indol-3-yl]-4-(1H-indol-3-yl)-1H-pyrrol-2,5-dion und wird auch als GF 109203X bezeichnet.

## Vorkommen

Bisindolylmaleimid 4, auch Arcyriarubin A, der Grundkörper der Bisindolylmaleimide

Das natürliche Bisindolylmaleimid Arcyriarubin A oder Bisindolylmaleimid 4 ist das unsubstituierte Bis[3,4-(1H-indol-3-yl)-1H]-pyrrol-2,5-dion aus den Myxomyceten (Schleimpilzen) Arcyria major beziehungsweise Arcyria denudata. Myxomyceten produzieren eine Reihe weiterer Bisindolylderivate.

## Pharmakologische Bedeutung
In vitro zeigen die Bisindiolylmaleimide bei zahlreichen Krebszelllinien eine hemmende oder apoptotische Wirkung. Bisindolylmaleimide blockieren mit unterschiedlicher Potenz die verschiedenen Isoformen der Proteinkinase C. Bisindolylderivat 11, und das mit diesem verwandte Bisindolylmaleimid Ro 31-8220, blockieren alle Isoformen der PKC (konventionelle, neue und atypische PKCs). Bisindolylmaleimide wirken auf die Proteinkinase A etwa 1000 Mal schwächer als die Leitsubstanz Staurosporin. Daraus resultiert die pharmakologische Bedeutung dieser Stoffgruppe. Bisindolylmaleimide sind allerdings weniger spezifisch gegenüber anderen Kinasen. So zeigen Arcyriarubin A, GF 109203X und Ro 318220 beispielsweise inhibierende Wirkung auf CHK2, GSK-3β und Nukleosidinkorporationen. Nachteilig ist ebenfalls, dass neben anderen Bisindolylmaleimiden Ro 31-8220 durch die Negativregulation der PKC eine Verstärkung des Akt-(PKB) Signalweges verursacht wird. So verstärkt es in vitro die Proliferation von Melanomzellen. Durch die Inhibierung der GSK-3β und der PKCβ1 und -β2 erfolgt weiterhin ein Eingriff in den Insulin-Signalweg.

## Verwendung in der Medizin

Enzastaurinum

Enzastaurin (INN: Enzastaurinum) ist ein von der Firma Eli Lilly entwickeltes Bisindolylmaleimid für die Behandlung solider Tumoren. Es war bis 2013 in der Phase III der klinischen Erprobung. Eli Lilly beendete 21013 die Entwicklung, nachdem Enzastaurin gegenüber Placebo keine signifikanten Vorteile beim progressionsfreien Überleben zeigte.
Ruboxistaurin, ein ebenfalls von Eli Lilly entwickeltes Bisindolylmaleimid, befand sich in einer Phase-III-Studie beim diabetischen Makulaödem. Eine Zulassung für diese Indikation ist bis heute nicht erfolgt.